# Psitacose
Psitacose, também conhecida como ornitose ou febre dos papagaios, é uma doença infecciosa causada por clamídias (agente etiológico: Chlamydia psittaci), é de distribuição universal (pode ocorrer em qualquer lugar do mundo), ocorrendo em qualquer época do ano.

## Hospedeiros
Aves, principalmente os psitacídeos (papagaios, araras, periquitos), são o reservatório natural da doença, todavia, outras espécies como pombos, perus e gansos também podem atuar como reservatório. Algumas espécies de mamíferos (caprinos e ovinos) podem ser afetadas. Atualmente, conhece-se mais de 130 espécies de aves que  podem ser hospedeiras da bactéria. Acomete principalmente pessoas que mantêm contato direto com esses animais (trabalhadores de abatedouros de aves, trabalhadores de lojas de animais e criadores de aves).
A psitacose é transmitida por via respiratória, por meio da aspiração de poeira contaminada pelos dejetos de animais doentes ou portadores. A transmissão respiratória de pessoa a pessoa pode acontecer, mas é um evento raro e ocorre somente na fase aguda da doença. Uma vez no corpo do infectado, permanece incubada por um período de uma a quatro semanas e o período de transmissibilidade pode durar semanas ou meses.

## Sintomas
Sintomas característicos são febre, tosse, cefaleia e calafrios, acompanhados de comprometimento das vias aéreas superiores e inferiores, porém os pacientes com psitacose podem apresentar, ainda, epistaxe e esplenomegalia com quadro pulmonar semelhante a uma pneumonia atípica. 
Essa infecção, geralmente, é leve ou moderada no homem adulto, rara em crianças e mais grave em idosos que não recebem o tratamento adequado. Complicações podem surgir mas não são muito freqüentes (encefalopatia, hepatites, tromboflebite superficial, endocardite, pericardite e miocardite).
O diagnóstico é clínico-epidemiológico e sorológico, através da reação de fixação do complemento e/ou "Elisa". Títulos aumentados em quatro vezes entre a fase aguda e a convalescença, conseguidos com intervalo de duas a três semanas entre cada coleta, confirmam o diagnóstico. O isolamento do agente infeccioso no sangue ou em secreções é de difícil execução e é realizado somente em laboratórios especializados.

## Tratamento
Para o tratamento em adultos é recomendado doxiciclina, via oral, 100 mg de 12/12horas por um período de 14 a 21 dias. Já para menores de 07 anos, usa-se eritromicina, via oral, 30–40 mg/kg/dia de 6/6horas. A sintomatologia começa a regredir após 24/48 de tratamento.
Foi descrita pela primeira vez no ano de 1893 por Morange que descreveu uma patologia infecciosa transmitida por papagaios e com quadro sintomático semelhante ao da gripe. Psitacose deriva da palavra grega psitaccus que significa papagaio. O termo ornitose descreve com maior exatidão o potencial que qualquer ave possui de transmitir a doença, porém, ainda hoje, o termo psitacose persiste.